# Camponotus erinaceus
Camponotus erinaceus är en myrart som beskrevs av Gerstaecker 1871. Camponotus erinaceus ingår i släktet hästmyror, och familjen myror. Inga underarter finns listade.